# Juan Reccius
Hans Werner Herbert Kurt Reccius Ellwanger, ps. Juan (ur. 9 kwietnia 1911 w Valdivii, zm. 29 czerwca 2012 tamże) – chilijski lekkoatleta (trójskoczek), geolog.

## Życiorys
Reccius urodził się 9 kwietnia 1911 w Valdivii. Lekkoatletyką zainteresował się w wieku 8 lat pod wpływem brata Adolfa (mistrza Ameryki Południowej w trójskoku z 1920, wicemistrza kontynentu w biegach na 200 i 400 m ppł oraz skoku w dal z 1919 oraz brązowego medalistę mistrzostw Ameryki Południowej w biegu na 110 m ppł z 1919). Ukończył Colegio Alemán de Valdivia. Ostatnie dwa lata lat 20. XX wieku spędził w wojsku. W 1932 ustanowił rekord Chile w trójskoku, który przetrwał 15 lat. W 1934 ukończył Universidad de Chile na kierunku inżynier górnictwa. W 1935 został mistrzem Ameryki Południowej w trójskoku z wynikiem 14,135 m, co umożliwiło mu wyjazd na Letnie Igrzyska Olimpijskie 1936. Podczas podróży do Berlina zachorował i nie udało mu się przejść rundy kwalifikacyjnej zawodów olimpijskich w trójskoku (nie uzyskał wymaganych 14 metrów). 
Po igrzyskach Reccius skupił się na pracy zawodowej, którą rozpoczął w 1935 w kopalni złota Madre de Dios. W latach 1937–1938 zajmował się rozwojem złóż, a następnie został zatrudniony na stanowisko inżyniera w Caja de Crédito Minero. Później awansował na szefa departamentu złóż w tej firmie. W latach 1953–1960 pracował jako główny inżynier kopalni państwowych Chile. Przez następne trzy lata był inżynierem w Kloeckner-Humboldt-Deutz, a później do 1982 pracował w Instituto de Investigaciones Geológicas, po czym odszedł na emeryturę. Jest autorem wielu publikacji nt. geologii. Był członkiem chilijskiej delegacji na konferencji International Hydrological Decade w 1970. Zmarł 29 czerwca 2012 w Valdivii. Jego pogrzeb odbył się następnego dnia w tym samym mieście. W momencie śmierci był najdłużej żyjącym olimpijczykiem Ameryki Południowej i ostatnim żyjącym reprezentantem Chile na igrzyskach olimpijskich w 1936.
Rekord życiowy: 14,64 m (1932).